# Mıgırdıç Şellefyan
Mıgırdıç Şellefyan (* 1914 in Adapazarı; † 10. Dezember 1987) war ein türkischer Geschäftsmann und Politiker armenischer Herkunft.

## Leben
Şellefyan machte eine Ausbildung zum Händler. Später wurde er zum Vorsitzenden des Treuhandsdirektoriums der armenischen Gemeinde und Mitglied im İstanbuler Stadtrat. Bei der Türkischen Parlamentswahl 1957 wurde er für İstanbul in die Große Nationalversammlung gewählt.
In den 1960er Jahren stand Mıgırdıç Şellefyan dem Ministerpräsidenten Süleyman Demirel und seiner Familie nahe. Er gewann den Zuschlag für den Bau des Flughafens Gaziantep und betrieb mit dem Neffen von Süleyman Demirel, Yahya Demirel, einen Möbelexport.
Şellefyan war verheiratet und Vater zweier Kinder.